# 阿普什齊亞河

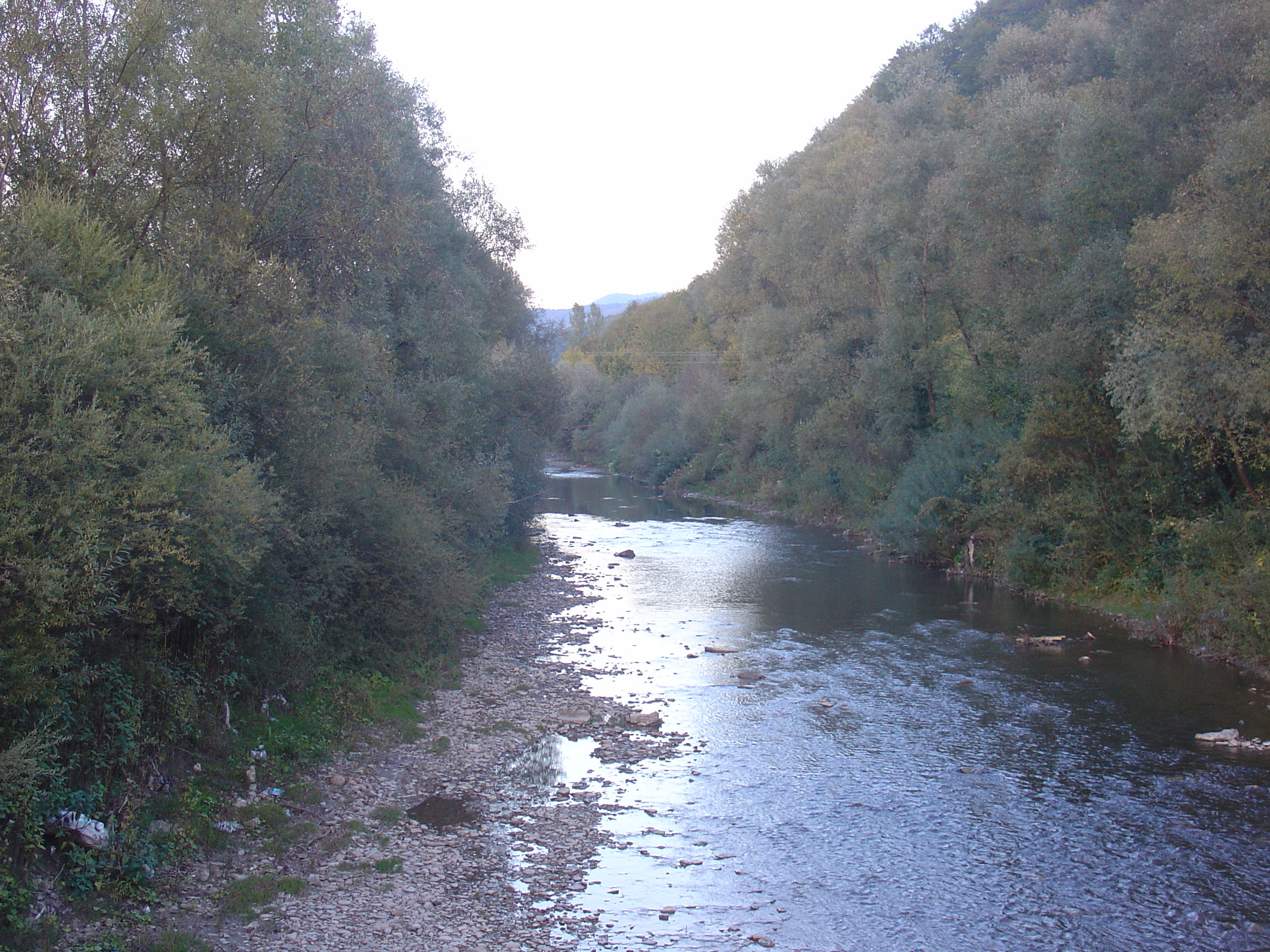

阿普什齊亞河（烏克蘭語：Апшиця），是烏克蘭的河流，位於該國東南部，流經扎波羅熱州，屬於蒂薩河的支流，河道全長39公里，流域面積226平方公里，河口處在赫魯紹沃東部。